# Hôtel de la Caisse d'épargne de Saverne
L’hôtel de la Caisse d’épargne est un bâtiment du début du XXe siècle situé à Saverne, en France.

## Situation et accès
L’édifice est situé au no 11 de la rue des Églises, à l’angle de la rue des Murs, au sud du centre-ville de Saverne, et plus largement à l’ouest du département du Bas-Rhin.

## Histoire

### Planification
En sa séance du 20 février 1910, le conseil d'administration de la Caisse dédice l’acquisition, pour 26 000 marks, de la propriété Kein (d’une superficie de 8,02 ares). Sise rue des Églises, cette propriété comprend une maison d’habitation au no 9 qui est réparée et mise en location et des écuries et annexes au no 11 qui sont démolis en vue d’y établir la nouvelle construction.

### Adjudication et construction
Après adjudication des travaux de gros œuvre le 18 septembre 1910, les travaux sont executés aussitôt pour un délai de 3 mois. Le bâtiment est achevé le 1er octobre 1911, dans les temps impartis.

## Structure
Durant la construction, la commission des travaux demande le remplacement dans la grande salle du rez-de-chaussée des 4 colonnes prévues par l’architecte par 2 poutrelles en béton armé, ce qui en fait une spécificité inédite dans la région.